# Dušan Petković
Dušan Petković (født 13. juni 1974) er en tidligere serbisk fodboldspiller.

## Serbiens fodboldlandshold
| Serbiens landshold | Serbiens landshold | Serbiens landshold |
| År                 | Kmp                | Mål                |
| ------------------ | ------------------ | ------------------ |
| 2000               | 1                  | 0                  |
| 2001               | 2                  | 0                  |
| 2002               | 0                  | 0                  |
| 2003               | 0                  | 0                  |
| 2004               | 4                  | 0                  |
| Total              | 7                  | 0                  |